# Mohamed Wali Akeik
Mohamed Wali Akeik (àrab: محمد والي أكيك, Muḥammad Wālī Akayk) (Al-Aaiun, 1950) és un polític saharaui que exerceix de ministre d'Afers dels Territoris Ocupats i de la Diàspora de la República Àrab Sahrauí Democràtica (RASD) des del gener de 2020. També fou primer ministre de la RASD entre febrer de 2018 i gener de 2020.

## Trajectòria
Wali Akeik va néixer l'any 1950 a Al-Aaiun, la capital de l'aleshores Sàhara Espanyol.
El 4 de febrer de 2018 fou nomenat primer ministre de la RASD, per decisió del president Brahim Gali, succeint a Abdelkader Taleb Omar, que era primer ministre des de 2003. El 13 de gener de 2020 fou substituït per Bucharaya Hamudi Beyun, que fins al moment estava al capdavant de la cartera d'educació. El seu nomenament com a primer ministre es produí després de la celebració del XV Congrés del Front Polisario a Tifariti, zona alliberada de la RASD.